# Maslov-Kriterium
Das Maslov-Kriterium ist ein Kriterium der Aspektologie, das es erlaubt festzustellen, ob zwei Verben ein sogenanntes Aspektpaar bilden. Aspektpaare kommen in den slawischen Sprachen wie dem Russischen vor. Das Kriterium ist benannt nach dem russischen Linguisten Juri Sergejewitsch Maslow, der es 1948 zum ersten Mal formulierte.
Hat man zwei russische Verben vorliegen, bei dem das eine den perfektiven Aspekt (vollendete Handlung) und das andere den imperfektiven Aspekt (unvollendete Handlung) ausdrückt, prüft man mit Hilfe der Maslov-Kriterien, ob die lexikalische Bedeutung gleich ist, d. h., ob es sich um ein Aspektpaar handelt.
Estes Kriterium: Man bildet einen Satz, in dem das Verb im perfektiven Präteritum auftritt. Es handelt sich hierbei um eine vollendete Handlung in der Vergangenheit, es wird also der perfektive Aspekt ausgedrückt. Dieser Satz wird nun in das historische Präsens transponiert, das zwar ebenfalls Vergangenes erzählt, aber auf eine Art und Weise, als würde dieses Vergangene gerade passieren, es wird also der imperfektive Aspekt verwendet. Ergibt sich durch das Transponieren ein korrekter russischer Satz und hat dieser die gleiche lexikalische Bedeutung wie der Ursprungssatz – das heißt, die Situation, über die man spricht, ändert sich dabei semantisch nicht – und das zu prüfende imperfektive Verb wird verwendet, so ist das erste Maslov-Kriterium erfüllt, d. h., es liegt ein Aspektpaar vor.
Zweites Kriterium: Man bildet einen Satz, in dem ein perfektives Verb ein einmaliges Ereignis ausdrückt. Diesen transformiert man nun in den entsprechenden Satz im Kontext unbegrenzter Wiederholung (etwa mit Hilfe von Adverbialbestimmungen wie 'jeden Tag'). Wird hier das zu prüfende imperfektive Verb verwendet, so ist das zweite Maslov-Kriterium erfüllt, d. h., es liegt ein Aspektpaar vor.